# 胡安·伊迪亞特·波爾達
胡安·伊迪亞特·波爾達（Juan Idiarte Borda，1844年4月20日—1897年8月25日）是烏拉圭政治人物，烏拉圭紅黨成員，出生於梅塞德斯。1894年就任烏拉圭總統，1897年被刺殺身亡。